# يان جنسن
يان جنسن هو لاعب هوكي الجليد دنماركي، ولد في 20 فبراير 1971.

## وصلات خارجية
- يان جنسن على موقع EliteProspects.com (الإنجليزية)
- يان جنسن على موقع HockeyDB.com (الإنجليزية)